# 浅倉卓弥
浅倉 卓弥（あさくら たくや、1966年7月13日 -）は、日本の作家、翻訳家。

## 略歴
北海道札幌市生まれ。東京大学文学部卒業。レコード会社へ就職し、洋楽部ディレクターほかを務める。その後、翻訳会社、雑誌編集部、団体職員などを経験する。
2002年に『四日間の奇蹟』で、第1回『このミステリーがすごい!』大賞の金賞を受賞。

## 著書

### 小説

#### 単行本
- 四日間の奇蹟（2003年1月 宝島社 / 2004年1月 宝島社文庫）
- 君の名残を（2004年6月 宝島社 / 2006年2月 宝島社文庫【上・下】 / 2022年2月 宝島社文庫【新装版 上・下】）
- 雪の夜話（2005年1月 中央公論新社 / 2007年10月 中公文庫）
- 北緯四十三度の神話（2005年12月 文藝春秋 / 2008年12月 文春文庫）
- ビザール・ラヴ・トライアングル（2007年6月 文藝春秋）
  - 【改題】向日葵の迷路（2012年4月 幻冬舎文庫）
    - 収録作品：ヨーグルトを下さい / 夕立のあと / 紅い実の皮 / 向日葵の迷路 / ビザール・ラヴ・トライアングル
- オールド・フレンズ（2009年7月 宝島社【上・下】）
- 追憶の雨の日々（2009年8月 宝島社）
  - 【改題】レイン・デイズ（2012年7月 宝島社文庫）
- ルーシー・イン・ザ・スカイ・ウィズ・ダイアモンズ（2009年12月 ポプラ社）
- 黄蝶舞う（2010年1月 PHP研究所 / 2012年6月 PHP文芸文庫）
  - 収録作品：空蝉 / されこうべ / 双樹 / 黄蝶舞う / 悲鬼の娘
- 桜待つ、あの本屋で（2025年5月 ハーパーコリンズ・ジャパン）

#### 単行本未収録作品
- 霧の降る郷 第一章（角川書店『野性時代』2007年2月号 - 10月号）
- ラ・カンパネラ（PHP研究所『月刊PHP』2007年7月号 - 8月号）
- 箴言――これは小説ではない（朝日新聞出版『小説トリッパー』2007年冬季号）
- ハチミリ（角川マーケティング『別冊カドカワ 総力特集 スキマスイッチ』2009年）
- 冬の十字架（宝島社『別冊宝島1711 『このミステリーがすごい！』大賞STORIES』2010年11月）
- ひょいの話（PHP研究所『文蔵』2013年10月号）
- 乱 0000－XXXX（角川マーケティング『別冊カドカワ 総力特集 LUNA SEA』2014年）
- 液晶と携帯電話のフーガ（河出書房新社『文藝』2016年秋季号）
- 関ヶ原の丑三つ（PHP研究所『歴史街道』2016年）
- 黒夜叉姫（河出書房新社『文藝』2018年冬季号）

#### 電子書籍
- サムライ伝 ダダイ編（2013年7月 文力ノベルス）
- サムライ伝 シモン編（2013年11月 文力ノベルス）

#### アンソロジー
「」内が浅倉卓弥の作品
- 10分間ミステリー（2012年2月 宝島社文庫）「主よ、人の望みの喜びよ」
- もっとすごい！ 10分間ミステリー（2013年5月 宝島社文庫）「罪過の逆転」
- 5分で読める！ ひと駅ストーリー 夏の記憶 西口編（2013年7月 宝島社文庫）「落ち屋」

### その他
- ライティングデスクの向こう側―文章から小説にいたる技術（2006年9月 宝島社）
- 佐野元春音楽詩集 1980ｰ2010（解説）（2012年 ユーキャン・非売品）
- ブライアン・イーノ＆ジョン・ケイル『ロング・ウェイ・アップ』エクスパンディッド・エディション（UHQUD）（歌詞及びイーノインタビュー対訳）（2020年８月 ビートインク）
- ダーティー・プロジェクターズ『５EPS』（歌詞対訳）（2020年11月 ビートインク）
- チリー・ゴンザレス『ヴェリー・チリー・クリスマス』（歌詞対訳）（2020年11月 ビートインク）
- ヤング・マーブル・ジャイアンツ『コロッサル・ユース』40周年記念盤（歌詞対訳）（2021年11月 ビートインク）
- アニマル・コレクティブ『タイム・スキフス』（歌詞対訳）（2022年2月 ビートインク）

## 翻訳
- 父と僕の終わらない歌（サイモン・マクダーモット著）（2018年12月 ハーパーコリンズ・ジャパン）※2025年に舞台を日本に置き換えて映画化。
- 天才作家の妻 40年目の真実（メグ・ウォリッツァー著）（2019年1月 ハーパーコリンズ・ジャパン）[2]
- 安アパートのディスコクイーン〜トレイシー・ソーン自伝（トレイシー・ソーン著）（2019年6月 Pヴァイン）
- くたばれインターネット（英語版）（ジャレット・コベック著）（2019年12月 Pヴァイン）
- アナザー・プラネット〜郊外の十代（トレイシー・ソーン著）（2020年6月 Pヴァイン）
- フェイス・イット～デボラ・ハリー自伝（デボラ・ハリー著）（2020年7月 Pヴァイン）
- ぜんぶ間違ってやれ～XXXテンタシオン・アゲインスト・ザ・ワールド（ジャレット・コベック著）（2020年11月 Pヴァイン）
- レコードは死なず（エリック・スピッツネイゲル著）（2021年1月 Pヴァイン）
- デイジー・ジョーンズ・アンド・ザ・シックスがマジで最高だった頃（テイラー・ジェンキンス・リード著）（2022年1月 左右社）
- ミッドナイト・ライブラリー（マット・ヘイグ著）（2022年2月 ハーパーコリンズ・ジャパン）
- ボクのクソリプ奮闘記（ディラン・マロン著）（2022年9月 DU BOOKS）
- ザ・ビートルズVSジェームズ・ボンド（ジョン・ヒッグス著）（2024年2月 Pヴァイン）

## 映像化作品

### 著書

#### 映画
- 四日間の奇蹟（2005年6月4日公開、配給：東映、監督：佐々部清、主演：吉岡秀隆）